# Divisione Orientale
La Divisione Orientale è una divisione delle isole Figi con 37 311 abitanti (al censimento del 2007), che ha come capoluogo Levuka sull'isola di Ovalau.
La divisione è costituita, oltre che dall'isola di Ovalau, dalle isole Kadavu, Gau, Koro, Nairai, Moala, Matuku, Vatu Vara, Naitaba, Mago, Cicia, Tuvuca, Lakeba, Vanua Vatu, Oneata, Vuaqava, Kabara, Moce, e Fulaga. È la più piccola per superficie ma la più ampia se si considerano i mari che la costituiscono.
Ha confini marittimi con tutte e tre le altre divisioni.

## Province
- Kadavu
- Lau
- Lomaiviti
- Dipendenza di Rotuma

| Controllo di autorità | ISNI (EN) 0000 0004 0552 0574 |